# El Triunfo de Venus
El Triunfo de Venus es una pintura de 1740 realizada por François Boucher. Inspiró El nacimiento de Venus de Jean-Honoré Fragonard.
La pintura fue una de las numerosas pinturas y dibujos adquiridos por el noble y embajador sueco Carl Gustaf Tessin durante su estancia en París, pero luego tuvo que vender la mayor parte de su magnífica colección al rey de Suecia en 1749 después de sufrir problemas financieros. La pintura permanece en el Museo Nacional de Estocolmo.

## Descripción
La pintura ilustra el mito griego del  nacimiento de Venus a partir de la espuma del mar, siendo llevada por las ninfas hasta la isla de Citerea, desde donde gobernará sobre el amor, la pasión y la lujuria entre dioses y hombres. Boucher hace una descripción dramática y erótica plenamente rococó en sus tonalidades claras y frías predominando el azul y rosa, de una maraña de agua, peces y cuerpos desnudos de tritones y nereidas, una de las cuales aparece detrás en una postura explícita, con los genitales tapados por una paloma. Arriba revolotean amorcillos sosteniendo la antorcha ardiente del Amor y las flechas, junto a una tela flotante que replica el movimiento giratorio de los cuerpos de la parte inferior. Detrás de la isla de Citerea, se avecina una nube de tormenta.